# Jakob Ulvsson
Jakob Ulvsson – nascido em 1439 ou 1440, na Uppland, falecido em 1521, em Mariefred – foi arcebispo de Uppsala de 1470 a 1514, na então católica Suécia. Fundou a Universidade de Uppsala em 1477, e introduziu a imprensa no país em 1483.
Durante seu longo mandato, Ulvsson influenciou a igreja e a política sueca mais do que muitos de seus antecessores. Ele fortaleceu o desenvolvimento espiritual, cultural e administrativo da igreja. Como político, Ulvsson procurou concretizar o ideal de paz da igreja, também mediando assiduamente as disputas da União de Kalmar. Em várias ocasiões ele se opôs aos regentes Sten Sture, Svante Nilsson e Sten Sture, o Moço.

## Biografia
Jakob Ulvsson matriculou-se em 1457 na Universidade de Rostock e é mencionado em 1466 como mestre e cônego em Uppsala. Em 1469, ele era arquidiácono em Växjö e viveu em Roma. Quando o capítulo da catedral de Uppsala elegeu como sucessor do Arcebispo Jöns Bengtsson (Oxenstierna), que morreu em 1467, por instigação de Carlos Knutsson, um parente seu, o papa desaprovou essa escolha. Em vez disso, Ulvsson foi nomeado Arcebispo de Uppsala e Primaz da Suécia em 18 de dezembro de 1469 e recebeu a ordenação em 15 de abril de 1470, na Igreja de Santa Brigida em Roma, por Šimun Vosić, Arcebispo de Bar; os principais co-consagradores foram Benedictus, OSB, arcebispo titular de Mitilene, e Nikolaus von Tüngen, Bispo de Vármia.
Chegando a Uppsala, foi bem recebido tanto pelo clero quanto pela congregação. Por menor que fosse o interesse de Ulvsson por batalhas políticas, ele teve que participar como o principal membro do conselho na gestão dos assuntos do reino. Um fervoroso apoiador da União, tornou-se o principal membro do partido da união, mas ainda mantinha boas relações com o líder do partido nacional, o regente Sten Sture, o Velho, de quem fora professor ou amigo de juventude. Quando o arcebispo, à frente do conselho remanescente, depôs Sture (março de 1497), sob a justificativa de que ele havia agido negligentemente durante a campanha contra os russos e arbitrariamente na Suécia, este último apelou do conselho aos habitantes comuns do reino e sitiou o arcebispo em seu castelo, Stäket. Quando a ajuda dinamarquesa ao arcebispo chegou em agosto, Sten Sture teve que levantar o cerco e ir para Estocolmo, mas realizou uma assembleia de um dia inteiro lá (outubro daquele ano) e prestou homenagem ao Rei Hans. Ulvsson e Sten Sture se reconciliaram novamente; a reconciliação foi formalmente confirmada em 1502, depois que Sten Sture voltou a ser regente, e logo depois Hans liberou o arcebispo de seu juramento.

Ulvsson também manteve boas relações com os dois regentes seguintes, Svante Sture e Sten Sture, o Moço, embora ainda prestasse homenagem ao partido da união. Enfraquecido pela velhice e doença, ele renunciou ao cargo em 1514, a qual foi aceita em 1515, e Gustaf Trolle foi consagrado como seu sucessor em maio de 1515. Ulvsson havia promovido Gustaf ativamente por meio de negociações com o regente. Mais tarde, em 1516, procurou mediar a paz entre Trolle e Sture, o qual fez uma tentativa infrutífera de persuadir Ulvsson a retomar seu arcebispado. O velho arcebispo viveu o resto de seus dias, parte na fazenda de Arnö, parte no mosteiro de Mariefred, onde faleceu.